# Trypeta fractura
Trypeta fractura är en tvåvingeart som först beskrevs av Daniel William Coquillett 1902.  Trypeta fractura ingår i släktet Trypeta och familjen borrflugor. Inga underarter finns listade i Catalogue of Life.